# 트레이 힐만
토머스 브래드 "트레이" 힐먼(영어: Thomas Brad "Trey" Hillman, 1963년 1월 4일 ~ )은 미국의 전 야구 선수이자, 현 일본 프로야구 홋카이도 닛폰햄 파이터스의 컨설턴트, KBO 리그 SSG 랜더스의 컨설턴트이다.

## 선수 시절
1985년에 클리블랜드 인디언스에 입단하였다.

## 야구선수 은퇴 후

### 미국 야구 감독 시절
현역 시절에는 메이저 리그의 경험은 없었지만 마이너 리그에서 11년간 감독 경험을 쌓았다. 이후 텍사스 레인저스의 육성부 이사 및 필드 코디네이터를 거쳤다.

### 일본 야구 감독 시절
취임 1년째인 2003년에는 5위에 머물렀으나 구단의 홋카이도 이전 원년인 2004년에는 다양한 팬 서비스를 고안해 지역 밀착에 크게 공헌했다. 신조 쓰요시, 오가사와라 미치히로 등 인기 선수들의 활약으로 프랜차이즈인 삿포로 돔의 최종전 후쿠오카 다이에 호크스전에서 1년차임에도 만원 관중을 모았다. 정규 시즌 3위의 호성적으로 팀을 플레이오프로 이끌었다. 2005년에는 7월에 모친상으로 일시 귀국해 이 기간에는 수석 코치인 시라이 가즈유키가 감독 대행을 맡았다. 팀은 5위에 머물렀으나 프런트에서는 팬 서비스 및 전년도의 3위를 높게 평가해 유임했다.
2006년에는 팀을 정규 시즌 1위로 이끌고 플레이오프에서 25년 만에 퍼시픽 리그 우승, 주니치 드래건스와의 일본 시리즈에서 44년만의 일본 시리즈 우승을 달성했다. 홋카이도 닛폰햄 파이터스로서는 첫 일본 시리즈 우승이었다. 퍼시픽 리그 우승 깃발에 이어 일본 시리즈 우승 깃발이 처음으로 쓰가루 해협을 넘어섰다. 2006년 아시아 시리즈에서 2년 연속으로 일본 팀의 아시아 챔피언을 달성했다.

### 미국 야구 감독 복귀
아메리칸 리그 중부 지구 소속의 캔자스시티 로열스는 2007년까지 4년 연속 최하위로 침체되어 있어 그를 팀의 재건을 위해 투입했다. 취임 첫 해인 2008년, 캔자스시티 로열스는 4위를 차지하며 5년 만에 최하위에서 탈출했다. 하지만 2009년에는 클리블랜드 인디언스와 동률로 다시 최하위(4위)에 머물렀다.
2010년 스콧 포드세드닉의 영입으로 등번호 22번을 양보하고 닛폰햄 감독 시절의 등번호이던 88번으로 변경했다. 정규 시즌이 시작한 이후 팀은 최하위로 침몰했고 5월 13일 성적 부진을 이유로 해임됐다. 해임 시점의 성적 12승 23패였다. 그의 후임은 밀워키 브루어스의 감독이었던 네드 요스트가 취임했다.
2011년부터 LA 다저스의 코치를 역임했고, 2013년 시즌 후 해임됐다.

### 한국 야구 감독 시절
2017년부터 KBO 리그 SK 와이번스의 감독으로 영입됐다. 구단 내 첫 외국인 감독이자 KBO 리그에서 제리 로이스터, 송일수 이후 3번째로 외국인 감독이 됐다. 그 후, 2017년 1월 17일에는 넥센 히어로즈 전 감독인 염경엽이 SK 와이번스 새 단장으로 취임했다. 2017년 4월 8일 KBO 리그 감독 데뷔 첫 승을 기록했다. 2018년 한국시리즈에서 우승 후 퇴임했다. 그의 후임으로는 단장이었던 염경엽이 선임됐다.

## 인물
- 히로시마, 라쿠텐에서 감독을 맡았던 마티 브라운은 마이너 리그 감독 시절부터 친구의 관계로 2006년 교류전에서 재회의 기쁨을 맞이했다.
- 온후한 성격으로 비교적 포커 페이스라서 경기 중에 감정을 거의 드러내지 않는다. 그러나 익살맞은 성격도 있어 신조 쓰요시 등이 '비밀전대 고렌자'의 가면을 쓰고 벤치에 앉아있었을 때는 무심코 웃음을 지었다. 또한 자팀의 투수(다케다 마사루)가 타석에 섰을 때 3구 삼진이 아니라 1구를 추가로 볼로 던져 상대 투수에게 던졌을 때 손뼉을 치며 매우 기뻐했다.